# Андреевка (Широковский район)
Андре́евка (укр. Андріївка) — село,
Андреевский сельский совет,
Широковский район,
Днепропетровская область,
Украина.
Код КОАТУУ — 1225882201. Население по переписи 2001 года составляло 958 человек.
Является административным центром Андреевского сельского совета, в который, кроме того, входят сёла
Весёлый Став,
Городоватка,
Могилёвка и
Радевичево.

## Географическое положение
Село Андреевка находится на берегу реки Ингулец,
выше по течению на расстоянии в 1 км расположено село Могилёвка,
ниже по течению на расстоянии в 1,5 км расположено село Новокурское.

## Экономика
- ЧАФ «Таврия–Союз».
- ООО «Колос-МК».
- ЧП Солтис».

## Объекты социальной сферы
- Школа.
- Детский сад.
- Амбулатория.
- Дом культуры.

## Достопримечательности
- Братская могила советских воинов.

## Известные люди
- Калениченко, Павел Михайлович (1923—1983) — украинский советский учёный-историк.